# لودفيك دوليزال
لودفيك دوليزال (1956 - 26 ديسمبر 2016) رجل تشيكي ويلقب بأقذر رجل في أوروبا.

## عن حياته
تعرض لودفيك لحالة نفسية جعلته يحرق كل ما يملك وجعلته أيضا ينام على الرماد في مزرعة مهجورة في قرية «سكيفاني» شمال جمهورية التشيك. عاش دوليزال على معونات كان يتقاضاها من قبل الحكومة التشيكية، وتولى عمدة القرية مهمة الاحتفاظ بهذه المساعدات من أجل شراء المواد الغذائية التي كان يحصل عيها دوليزال يوميا. في عام 2012، قال دوليزال إن والديه توفيا وبأن لديه 8 إخوة وأخوات، لم يكن على اتصال معهم، وفقا لحديثه مع صناع الأفلام الذين حاولوا عرض قصته.

## لقب أقذر رجل في أوروبا
اعتاد لودفيك على حرق الإطارات والبلاستيك وكل ما يقابله، بما في ذلك ممتلكاته، وبدأ ينام على الرماد الذي غطى جسده بالكامل، باستثناء بياض عينيه، وجعله جديرا بلقب أقذر رجل في أوروبا.

## بعض من أعماله
العديد من الأشخاص قامو باستدعاء الإطفاء لإخماد الحرائق التي كان يفتعلها الرجل، وبالرغم من ذلك لم يُصب دوليزال أو أي شخص آخر بأية إصابات.

## وفاته
في يوم 26 ديسمبر 2016 شعر أهالي القرية أن هنالك خطب ما حلّ بالرجل، عندما لم يأت في يوم من الأيام للحصول على غذائه لذا اتصل العمدة بالجهات المعنية من أجل الاطمئنان عليه، إلا أنهم وجدوه ميتا في المزرعة المهجورة بقرية «سكيفاني» شمال جمهورية التشيك.

### التحقيق
قالت المتحدثة باسم الشرطة التشيكية، لينكا بوريسكوفا، ستُشرح الجثة من أجل تأكيد سبب موته، ولا توجد ظروف مريبة أدت إلى الوفاة.

## روابط خارجية
- لقاء مع لودفيك دوليزال في عام 2012